# Ella Némethy
Ella Némethy (Sátoraljaújhely, Hongria, 5 d'abril de 1895 – Budapest, 14 de juny de 1961) fou una mezzosoprano hongaresa que va tenir una carrera internacional activa en òperes i concerts entre 1919 i 1948. L'historiador de música Péter P. Várnai indica al Diccionari Grove de Música i Músics que "va ser una mezzosoprano capdavantera al període d'entreguerres, especialment en papers wagnerians, com ara els de Brünnhilde, Isolde i Kundry. Les seves interpretacions van estar caracteritzades per l'amplitud vocal, el ric color tímbric i una magnífica declamació". Va ser la mare de l'escriptora Klara "Baba" Macnee (Klara Majos de Nagyzsenye, 1914-2007), última esposa de l'actor britànic Patrick Macnee.

## Vida i carrera
Némethy va estudiar a l'Acadèmia de Música Franz Liszt de Budapest, rebent més tard classes particulars d'Ettore Panizza a Milà. Va fer el seu debut d'òpera professional el 1919 fent el paper de Dalila de l'òpera Samson et Dalila, de Camille Sant-Saëns, al Teatre Estatal d'Òpera d'Hongria. Va romandre com a membre artístic del teatre al llarg de tres dècades, al llarg de les quals va interpretar un repertori molt variat, incloent-hi els papers d'Amneris d'Aida, de Verdi, Brünnhilde, de Die Walküre, Götterdämmerung i Siegfried, Kundry, a Parsifal, Venus a Tannhäuser, Ortrud a Lohengrin, totes elles de Wagner, Eboli a Don Carlos, de Verdi, Leonora a Fidelio, de Beethoven, i Santuzza, a Cavalleria rusticana, de Pietro Mascagni, entre d'altres.
Némethy va aparèixer com a artista convidada en molts teatres importants d'òpera arreu del món, incloent-hi l'Òpera Estatal de Berlín, el Teatro Colón de Buenos Aires, i altres teatres d'Itàlia, Espanya i els Estats Units d'Amèrica. Uns dels seus gran èxits va ser les interpretacions del paper de Brünnhilde de Der Ring des Nibelungen, de Wagner, a La Scala de Milà, el 1937 i 1938. Va cantar el paper d'Isolde, del Tristan und Isolde, de Wagner, en el seu debut al Gran Teatre del Liceu en la temporada 1932-1933, i més tard en la mateixa temporada l'òpera Siegfried. L'any següent va tornar a cantar el Tristan und Isolde al mateix teatre, i també Parsifal i Tannhäuser. L'any 1935 va cantar al Liceu l'òpera Die Walküre. El maig de 1938 va cantar el paper de Judith en l'estrena italiana d'El castell de Barbablava, de Béla Bartók, al Maggio Musicale Fiorentino.
Després de retirar-se dels escenaris, el 1948, Némethy va ser nomenada membre permanent del Teatre Estatal d'Òpera d'Hongria.

## Discografia
L'any 2015 es va publicar en CD un enregistrament de 1936 de la seva Judith d'El castell de Barbablava, amb el baix Mihály Székely. La seva actuació com a Ortrud a Lohengrin es conserva també en un enregistrament de 1948, sota la direcció d'Otto Klemperer.